# Emi Tasaka
Emi Tasaka (29 de mayo de 1980) es una deportista canadiense que compitió en judo. Ganó una medalla de plata en el Campeonato Panamericano de Judo de 2000 en la categoría de –52 kg.

## Palmarés internacional
| Campeonato Panamericano | Campeonato Panamericano  | Campeonato Panamericano | Campeonato Panamericano |
| Año                     | Lugar                    | Medalla                 | Categoría               |
| ----------------------- | ------------------------ | ----------------------- | ----------------------- |
| 2000                    | Orlando (Estados Unidos) | Medalla de plata        | –52 kg                  |